# ドクタースパート
ドクタースパート（欧字名:Doctor Spurt、1986年4月29日 - 2011年10月28日）は、日本の競走馬、種牡馬。
ホッカイドウ競馬で4連勝後、中央競馬に移籍。1989年の皐月賞では、ハイセイコー以来史上2頭目となる地方競馬出身馬による優勝を果たした。
その他の勝ち鞍に、1988年の北海道3歳優駿、京成杯3歳ステークス（GII）。1990年のステイヤーズステークス（GIII）。

## 生涯

### デビューまで

#### 誕生までの経緯
北海道新冠町の須崎光治牧場は、ハイセイコーを生産した武田牧場より、ハイセイコーと同じダルモーガン牝系に属する牝馬であるパルスターを譲り受け、産駒からは東京ダービーや東京大賞典を制したスズユウなど活躍馬を輩出、以降、牧場の基礎牝系となっていた。中でも初仔のロダンエーコ（後のドクタースパートの祖母）は牧場で繁殖牝馬となり、1980年には、父タケシバオーの牝馬を生産した。
その仔は、生後1カ月で母ロダンエーコに踏みつけられ、骨折の重傷。買い手がつかずに売れ残っていたが、須崎が牧場と20年、親子二代の付き合いのある函館市の開業医（小児科）で、馬主の松岡悟に電話口で購入を依頼し、松岡は売れ残った経緯も知らずに承諾した。その仔は、道営競馬所属の成田春男調教師が検分を行い、成田は、脚元のせいで競走馬としては見込めないが、血統面と充実した腹袋から繁殖牝馬としては魅力的であると分析。その報告を受けた松岡は、自身の職業に由来する冠名「ドクター」に、兼ねてから気に入った牝馬に与えようと考えていた「ノーブル（高貴な）」を組み合わせた「ドクターノーブル」（後のドクタースパートの母）と命名した。
ドクターノーブルは、成田が管理してホッカイドウ競馬で走り、18戦2勝。5歳からは牧場に戻って繁殖牝馬となった。初年度は、松岡が交配相手を選び、「母系はタフで馬力がある反面、ジリ脚タイプが多い。その欠点を（中略）瞬発力でカバー」でき、かつハイペリオンのラインブリードが成立し、また「大好きな馬」という理由でホスピタリテイを選択した。1985年、初仔である牡馬には、松岡がとっておきの「ドクターチャイルド」と命名。同年に再びホスピタリテイを交配し、1986年4月29日、2番仔である鹿毛の牡馬（後のドクタースパート）が誕生する。

#### 幼駒時代
2番仔は、2歳秋まで牧場で育成され、松岡は冠名に「スパート」を組み合わせた「ドクタースパート」と命名。ドクタースパートは当初、中央競馬でのデビューを目指していたが、ドクタースパートより良い馬体と考えていた兄ドクターチャイルドがホッカイドウ競馬で勝利を挙げられずにいたことや、ドクタースパートの前脚が外向していたことから、ホッカイドウ競馬の成田厩舎からデビューすることとなった。

### 競走馬時代
1988年6月29日、帯広競馬場の新馬戦（ダート900メートル）でデビュー。成田によれば、外向を慮って「6分か7分」の出来で参戦し、3着。続く2戦目を2着、3戦目の未勝利戦で初勝利。その後、岩見沢競馬場、公営開催の札幌競馬場で連勝とした。8月30日、同じく札幌の北海道3歳優駿に1番人気で出走。追い込み末脚を利かせて、後方に2馬身差をつけて優勝した。走破タイム1分11秒8は、サンオーオクが樹立したホッカイドウ競馬3歳コースレコードを12年ぶりに更新。さらに、1976年にヒシスピードが樹立した中央競馬の3歳コースレコードに並ぶものであった。その後は、中央競馬に移籍。この決断をした松岡は、成田に詫び状を出している。しかし、成田はドクタースパートのためと、ホッカイドウ競馬の普及や宣伝のためと考えて、それを了承している。美浦トレーニングセンターの柄崎孝厩舎に転厩した。
ホッカイドウ競馬で得た収得賞金から400万円以下は出走できず、重賞に挑戦。11月13日、京成杯3歳ステークス（GII）に的場均が騎乗し、2番人気で出走した。初の芝でのレースとなったが、最後方で待機し、直線で大外に持ち出して追い上げ、先行して先に抜け出していたスズポーラをアタマ差捕えて優勝、連勝を5に伸ばすとともにJRA重賞初勝利を飾った。この勝利はホッカイドウ競馬からJRAに移籍した競走馬として初のJRA重賞勝利である。

4歳となった1989年3月26日、皐月賞のトライアル競走であるスプリングステークス（GII）で始動した。新馬、ジュニアカップと連勝したバリエンテーが1番人気に推され、それに次ぐ2番人気で出走。中団から追い込んだが、逃げる5番人気ナルシスノワールや8番人気ドースクダイオーを捕えることができず3着、皐月賞の優先出走権を獲得した。
4月16日の皐月賞（GI）は、前日からの降雨により不良馬場での実施となった。前年のJRA賞最優秀3歳牡馬であるサクラホクトオーが3.0倍、弥生賞3着のアンシストリーが6.7倍となり、それに続く7.9倍の3番人気に支持された。マイネルムートが逃げ、サクラホクトオーが先行する中、アンシストリーとともに中団に位置。馬群外側で進路を確保しながら追走し、第3コーナーから追い上げて、先行集団に取り付いた。直線で抜け出し、外から追い込むウィナーズサークル、アンシストリーを退け、後方に半馬身差をつけて優勝した。ホッカイドウ競馬出身馬として初めてGI優勝を果たした。また、騎乗した的場にとっては、デビュー15年目で初のGIタイトルであった。
続く東京優駿（日本ダービー）は14着に敗れた。その後、富士ステークス、関西遠征、「相手が楽そうだから」（柄崎）と中日新聞杯、ダートの帝王賞などに出走。相手や条件を頻繁に替えたがいずれも敗れ、合計8連敗。出来と結果が伴わず、1年以上勝利から遠ざかり、かつすべて着外だった。そこで柄崎は次走に、初めて3000メートル超のステイヤーズステークス（GIII）を選択した。1990年12月8日、3番人気で出走。スタートから中団につけ、2周目の向こう正面で位置を上げると、第3コーナーで先頭に並びかけた。最終コーナーで抜け出すと、外から追い込んだミスターアダムスをクビ差を退けて優勝。1年8か月ぶりの勝利を挙げ、加えてコースレコードを樹立した。柄崎は今後天皇賞（春）を目指すとも話していたが、屈腱炎が判明し、競走馬を引退した。

### 種牡馬時代
引退後は日本軽種馬協会胆振種馬場で種牡馬入りするが、中央競馬では活躍馬を出せず、2000年に種牡馬を引退。同協会那須種馬場を経て、2010年、同協会静内種馬場に移動した。2011年10月28日、老衰のため25歳で死亡。

## 競走成績
以下の内容は、netkeiba.com、JBISサーチの情報に基づく。
| 競走日     | 競馬場     | 競走名        | 格   | 距離（馬場）  | 頭 数 | 枠 番 | 馬 番 | オッズ （人気） | 着順 | タイム  | 着差 | 騎手        | 斤量 [kg] | 1着馬（2着馬）         | 馬体重 [kg] |
| ---------- | ---------- | ------------- | ---- | ------------- | ----- | ----- | ----- | --------------- | ---- | ------- | ---- | ----------- | --------- | ---------------------- | ----------- |
| 1988.06.29 | 帯広       | サラ系3歳新馬 |      | ダ0900m（良） | 7     | 1     | 6     |                 | 03着 | -0058.0 | -1.2 | 0柳澤好美   | 53        | ダイチカガワ           | 443         |
| 0000.07.13 | 帯広       | サラ系3歳     |      | ダ0900m（重） | 12    | 8     | 1     |                 | 02着 | 00-55.8 | -0.2 | 0伊藤隆志   | 53        | サンワシヨウリ         | 444         |
| 0000.07.27 | 帯広       | サラ系3歳     |      | ダ0900m（良） | 12    | 3     | 1     |                 | 01着 | 00-57.0 | -0.4 | 0伊藤隆志   | 53        | （イザーベー）         | 440         |
| 0000.08.10 | 岩見沢     | サラ系3歳     |      | ダ1400m（良） | 7     | 1     | 2     |                 | 01着 | 01:39.8 | -0.2 | 0佐々木一夫 | 53        | （コスモリーダー）     | 440         |
| 0000.08.18 | 札幌（公） | カルビー特別  |      | ダ1200m（良） | 9     | 3     | 2     |                 | 01着 | 01:14.0 | -0.2 | 0佐々木一夫 | 54        | （コスモハーテイー）   | 442         |
| 0000.08.30 | 札幌（公） | 北海道3歳優駿 | 重賞 | ダ1200m（不） | 12    | 9     | 1     |                 | 01着 | R1:11.8 | -0.4 | 0佐々木一夫 | 53        | （コスモハーテイー）   | 436         |
| 0000.11.13 | 東京       | 京成杯3歳S    | GII  | 芝1400m（良） | 8     | 7     | 7     | 03.3（02人）    | 01着 | 01:24.0 | -0.0 | 0的場均     | 54        | （スズポーラ）         | 440         |
| 1989.03.26 | 中山       | スプリングS   | GII  | 芝1800m（良） | 14    | 6     | 9     | 04.4（02人）    | 03着 | 01:50.0 | -0.2 | 0的場均     | 56        | ナルシスノワール       | 450         |
| 0000.04.16 | 中山       | 皐月賞        | GI   | 芝2000m（不） | 20    | 8     | 19    | 07.9（03人）    | 01着 | 02:05.2 | -0.1 | 0的場均     | 57        | （ウィナーズサークル） | 434         |
| 0000.05.28 | 東京       | 東京優駿      | GI   | 芝2400m（良） | 24    | 6     | 16    | 08.7（04人）    | 14着 | 02:30.5 | -1.7 | 0的場均     | 57        | ウィナーズサークル     | 426         |
| 0000.11.12 | 東京       | 富士S         | OP   | 芝1800m（良） | 9     | 2     | 2     | 03.9（02人）    | 09着 | 01:48.8 | -1.0 | 0杉浦宏昭   | 55        | オラクルアスカ         | 470         |
| 0000.12.03 | 阪神       | 鳴尾記念      | GII  | 芝2500m（良） | 13    | 4     | 5     | 13.2（08人）    | 06着 | 02:32.2 | -0.7 | 0的場均     | 55        | ミスターシクレノン     | 460         |
| 0000.12.24 | 中山       | 有馬記念      | GI   | 芝2500m（良） | 16    | 4     | 6     | 59.4（13人）    | 14着 | 02:34.4 | -2.7 | 0的場均     | 55        | イナリワン             | 466         |
| 1990.03.04 | 中京       | 中日新聞杯    | GIII | 芝1800m（稍） | 15    | 7     | 12    | 04.3（03人）    | 09着 | 01:49.4 | -1.3 | 0的場均     | 59        | ドウカンジョー         | 464         |
| 0000.04.11 | 大井       | 帝王賞        | 重賞 | ダ2000m（良） | 13    | 3     | 4     | （4人）         | 08着 | 02:09.6 | -2.0 | 0的場均     | 56        | オサイチブレベスト     | 455         |
| 0000.09.16 | 中山       | オールカマー  | GIII | 芝2200m（重） | 17    | 5     | 9     | 07.9（04人）    | 06着 | 02:14.0 | -0.7 | 0的場均     | 57        | ラケットボール         | 440         |
| 0000.10.28 | 東京       | 天皇賞（秋）  | GI   | 芝2000m（良） | 18    | 5     | 9     | 27.7（08人）    | 12着 | 01:59.4 | -1.2 | 0的場均     | 58        | ヤエノムテキ           | 446         |
| 0000.12.08 | 中山       | ステイヤーズS | GIII | 芝3600m（良） | 15    | 6     | 10    | 07.4（03人）    | 01着 | R3:45.6 | -0.0 | 0的場均     | 56        | （ミスターアダムス）   | 462         |

## 種牡馬成績

### 主な産駒
- スパートクロス（山形記念樹氷賞、ラ・フランス賞、日本海記念）
- マルゼンガッツ（黄菊賞）- アングロアラブ

## 血統表
| ドクタースパートの血統        | ドクタースパートの血統                 | ドクタースパートの血統  | （血統表の出典）        | （血統表の出典） |
| 父系                          | オーエンテューダー系                   | オーエンテューダー系    | オーエンテューダー系    | [ § 2 ]          |
| 父 ホスピタリテイ 1979 黒鹿毛 | 父の父*テュデナム Tudenham 1970 黒鹿毛 | Tudor Melody            | Tudor Minstrel          | Tudor Minstrel   |
| 父 ホスピタリテイ 1979 黒鹿毛 | 父の父*テュデナム Tudenham 1970 黒鹿毛 | Tudor Melody            | Matelda                 |                  |
| 父 ホスピタリテイ 1979 黒鹿毛 | 父の父*テュデナム Tudenham 1970 黒鹿毛 | Heath Rose              | Hugh Lupus              | Hugh Lupus       |
| 父 ホスピタリテイ 1979 黒鹿毛 | 父の父*テュデナム Tudenham 1970 黒鹿毛 | Heath Rose              | Cherished               |                  |
| 父 ホスピタリテイ 1979 黒鹿毛 | 父の母トウコウポポ 1969 黒鹿毛         | *アイアンリージ         | Bull Lea                | Bull Lea         |
| 父 ホスピタリテイ 1979 黒鹿毛 | 父の母トウコウポポ 1969 黒鹿毛         | *アイアンリージ         | Iron Maiden             |                  |
| 父 ホスピタリテイ 1979 黒鹿毛 | 父の母トウコウポポ 1969 黒鹿毛         | フジチヨ                | *スコット               | *スコット        |
| 父 ホスピタリテイ 1979 黒鹿毛 | 父の母トウコウポポ 1969 黒鹿毛         | フジチヨ                | フヂチヨ                |                  |
| 母 ドクターノーブル 1980 栗毛 | 母の父タケシバオー 1965 鹿毛           | *チャイナロック         | Rockefella              | Rockefella       |
| 母 ドクターノーブル 1980 栗毛 | 母の父タケシバオー 1965 鹿毛           | *チャイナロック         | May Wong                |                  |
| 母 ドクターノーブル 1980 栗毛 | 母の父タケシバオー 1965 鹿毛           | タカツナミ              | ヤシママンナ            | ヤシママンナ     |
| 母 ドクターノーブル 1980 栗毛 | 母の父タケシバオー 1965 鹿毛           | タカツナミ              | *クニビキ               |                  |
| 母 ドクターノーブル 1980 栗毛 | 母の母ロダンエーコ 1972 栃栗毛         | *ロダン                 | Supreme Court           | Supreme Court    |
| 母 ドクターノーブル 1980 栗毛 | 母の母ロダンエーコ 1972 栃栗毛         | *ロダン                 | Romanella               |                  |
| 母 ドクターノーブル 1980 栗毛 | 母の母ロダンエーコ 1972 栃栗毛         | パルスター              | *シプリアニ             | *シプリアニ      |
| 母 ドクターノーブル 1980 栗毛 | 母の母ロダンエーコ 1972 栃栗毛         | パルスター              | ロンジー                |                  |
| 母系(F-No.)                   | ダルモーガン系(FN:12-g)                | ダルモーガン系(FN:12-g) | ダルモーガン系(FN:12-g) | [ § 3 ]          |
| 5代内の近親交配               | なし                                   | なし                    | なし                    | [ § 4 ]          |
| 出典                          | 1. 2. 3. 4.                            | 1. 2. 3. 4.             | 1. 2. 3. 4.             | 1. 2. 3. 4.      |

- 祖母ロダンエーコの半弟にスズユウ（東京ダービー、帝王賞、東京大賞典、東京盃）がいる[3]。また、5代母ダルモーガンはハイセイコーの祖母である。